# الحصانة (كتاب)
عن الحصانة: التلقيح (بالإنجليزية: On Immunity: An Inoculation)‏ هو كتاب واقعي من تأليف إيولا بيس نشرته مطبعة جراي وولف في عام 2014. يدور الكتاب في المقام الأول حول تطعيم الأطفال. أيده بيل غيتس على تويتر، قائلاً "إن الحصانة كتاب عظيم لا يهدف إلى تشويه صورة أي شخص يحمل وجهات نظر معارضة"." وصفت مجلة ليتراري ريفيو الكتاب بأنه « حيوي وعاطفي، أحيانًا جنوني، ورائع على الدوام »."

## الجوائز والأوسمة
- 2014 نيويورك تايمز أفضل الكتب لهذا العام، واحدة من "أفضل 10 كتب". [3]
- 2014 جائزة دائرة نقاد الكتاب الوطنية (النقد)، التصفيات النهائية.[4]
- 2015 اختيار نادي مارك زوكربيرج للكتاب فبراير.[5]

## الروابط الخارجية
- "Eula Biss: 'On Immunity'". YouTube. Chicago Humanities Festival. 26 يناير 2015. مؤرشف من الأصل في 2024-05-03. (recorded on October 25, 2014)
- "Eula Biss's On Immunity: Vaccination and the Public Good". YouTube. Scholars and Publics. 7 مايو 2017. مؤرشف من الأصل في 2023-05-18. (recorded in November 2014)